# طیر دبا
طیر دبا (به عربی: طير دبا) یک منطقهٔ مسکونی در لبنان است که در شهرستان صور واقع شده‌است.
 طیر دبا ۵٫۷۸ کیلومتر مربع مساحت دارد  ۲۰۰ متر بالاتر از سطح دریا واقع شده‌است.